# Rafa Tresaco
Rafael Tresaco Blasco, más conocido como Rafa Tresaco (Sabiñánigo, 24 de agosto del 2000) es un futbolista español que juega de delantero en la Cultural y Deportiva Leonesa de la Segunda División

## Carrera deportiva
Rafa Tresaco comenzó su carrera deportiva en el Racing de Santander en 2019, con el que debutó el 10 de abril de ese año, en un partido de la Segunda División B frente al S. D. Amorebieta. En esa misma temporada el Racing logró el ascenso a Segunda División.
En la siguiente temporada, Tresaco debutó como profesional, en Segunda División, el 4 de enero de 2020, frente al C. D. Mirandés.

### Marbella
En octubre de 2020 fichó por el Marbella F. C. de la Segunda División B.

## Clubes
| Club                         | País   | Año       |
| ---------------------------- | ------ | --------- |
| Rayo Cantabria               | España | 2019-2020 |
| Racing de Santander          | España | 2019-2020 |
| Marbella F. C.               | España | 2020-2022 |
| SD Huesca                    | España | 2022-2024 |
| Zamora CF                    | España | 2024-2025 |
| Cultural y Deportiva Leonesa | España | 2025-ACT. |